# 40 Grit
40 Grit war eine US-amerikanische Groove-Metal-Band aus Concord, Kalifornien, die im Jahr 1996 gegründet wurde und sich 2004 auflöste.

## Geschichte
Die Band wurde im Jahr 1996 von Gitarrist und Sänger James Santiago, Gitarrist Chris Anderson, Bassist Kevin Young und Schlagzeuger Mike Bennet gegründet. Im Jahr 1998 folgten Auftritte, wobei die Gruppe als Vorband für Stormtroopers of Death fungierte. Das führte dazu, dass Santiago und Young Backing Vocals für das Album Bigger Than the Devil von Stormtroopers of Death einspielen konnten, wobei das Album 1999 erschien. Im selben Jahr spielte die Band außerdem unter anderem zusammen mit Skinlab und Crowbar. Ende des Jahres erreichte die Band nach drei Anläufen mit verschiedenen Demos einen Vertrag bei Metal Blade Records, worüber im August 2000 das Debütalbum Heads erschien. Der Veröffentlichung folgten Auftritte zusammen mit SOiL, Meshuggah, Pro-Pain und Nothingface. Im April 2001 wurde Schlagzeuger Mike Bennet durch Andy Green ersetzt. Danach folgten weitere Touren und die Arbeiten an einem neuen Album. Das Album Nothing to Remember erschien im März 2003. Im selben Jahr ging die Band zusammen mit Ankla, Pissing Razors, Society 1 und Luxt auf Tournee. Im Juni verließ Young die Band und wurde durch Ryan Healy ersetzt, ehe sich die Band im Februar 2004 auflöste. Anderson, Green und Healy gründeten später mit dem ehemaligen Skinlab-Gitarristen die Band The Miserables.

## Stil
Die Band spielt Groove Metal, wobei die Lieder stark an die Werke von Machine Head erinnern.

## Diskografie
- 1999: Demo (Demo, Eigenveröffentlichung)
- 2000: Heads (Album, Metal Blade Records)
- 2003: Nothing to Remember (Album, Metal Blade Records)